# Alonso Rocha
Raimundo Alonso Pinheiro Rocha, conhecido como Alonso Rocha (Belém, Pará, 15 de dezembro de 1926 — 22 de fevereiro de 2010), foi um escritor e poeta brasileiro. Alonso Rocha era filho do também poeta Rocha Júnior e de Adalgiza Guimarães Pinheiro Rocha. Foi casado com Rita Ferreira Rocha, e foi pai de cinco filhos.
Ficou conhecido como o príncipe os poetas paraenses, sendo então, um integrante imortal da Academia Paraense de Letras (APL). Alonso Rocha foi um aclamado trovador e sonetista, e publicou, entre outras obras, o livro de poesias Pelas Mãos do Vento (1954). Além de escritor, trabalhou como bancário e foi sindicalista desse setor.

## Biografia e carreira
Desde a juventude tinha interesse pela literatura, chegando a integrar a chamada Academia dos Novos, em 1942, na companhia de intelectuais como Jurandyr Bezerra, Max Martins e Antônio Cumaru Leal, além de Benedito Nunes, Leonan Cruz e Haroldo Maranhão. Porém também se dedicou à profissão de bancário, e chegou a atuar no movimento sindicalista no período de 1954 a 1976. Durante esse tempo foi diretor do Sindicato dos Bancários do Pará, e membro-fundador da Federação dos Bancários do Norte-Nordeste.
Paralelamente, Afonso Rocha era um grande apaixonado pela literatura e poesia, e se dedicou incansavelmente à defesa da rica tradição cultural do povo paraense. Seu primeiro grande impacto literário foi o livro de poesias Pelas Mãos do Vento (1954). A obra ganhou os prêmio Vespasiano Ramos (1954) da Academia Paraense de Letras (APL), e também o prêmio Santa Helena Magno (1955) pelo governo do estadual do Pará.
Se comparado ao seu trabalho em poesia, Alonso Rocha dedicou relativamente menos tempo da sua carreira na escrita da trova, ainda assim, essa forma poética rendeu-lhe algumas vitórias em concursos literários pelo Brasil. Por outro lado, escreveu grande parte de suas obras em sonetos, sendo descrito como um dos mais importantes escritores sonetista dos últimos 50 anos no Pará. Sua vasta obra literária representa uma herança fundamental para a cultura paraense e brasileira. Sendo assim, é de extrema importância que seu legado e obras sejam preservadas.
Recebeu o título de IV Príncipe dos Poetas do Pará na sessão solene de 21 de julho de 1989. A escolha foi feita após a consulta a um colégio eleitoral composto por cerca de 200 personalidades das esferas culturais, científicas e sociais do estado do Pará. A comissão especial de seleção desses membros era formada pelos escritores Georgenor de Sousa Franco Filho, Pedro Tupinambá, Victor Tamer e Albelardo Santos.
Desde 22 de novembro de 1996, Alonso Rocha ocupou a cadeira número 32 da Academia Paraense de Letras (APL). Sucedeu Olavo Nunes e Bruno de Menezes, e teve como patrono o poeta Natividade Lima. Durante esse tempo participou da diretoria desde o ano de 1996, ininterruptamente, com mandato até o ano de 2010. Ainda na mesma instituição exerceu, entre outras funções, a de secretário, diretor-financeiro e vice-presidente. Sua passagem foi marcada pela dinâmica na colaboração da gestão da entendida, e pela ativa representatividade da Academia Paraense de Letras (APL).
Alonso Rocha foi detentor de inúmeras premiações, medalhas e diplomas nacionais durante sua carreira, podendo destacar algumas como as Medalhas culturais Olavo Bilac, Paulino de Brito, Dr. Acylino de Leão, e D. Pedro I; o Centenário do Teatro da Paz; o Bicentenário da Igreja São João Batista; o Centenário da Fundação da Biblioteca e Arquivos Públicos do Pará, conferidos pelo governo do estado do Pará; o Conselho de Cultura do Pará e Academia Paraense de Letras; a Medalha Olavo Bilac do Cenáculo Brasileiro de Letras e Artes; a Medalha condecorativa da Academia Municipalista de Letras do Brasil e Diploma de Honra ao Mérito do Instituto de Educação do Pará.

## Falecimento
Alonso Rocha faleceu em 22 de fevereiro de 2010, aos 84 anos de idade, em Belém — sua cidade natal. Sua saúde já estava debilitada pela idade avançada, e foi agravada por complicações pulmonares. O velório do poeta ocorreu na sede da Academia Paraense de Letras, e o seu sepultamento foi realizado em um cemitério particular de Ananindeua (Pará).

## Livros publicados
- 1954: Pelas Mãos do Vento (poesia) – Editora Falângola (Belém).
- 1994: Bruno de Menezes ou a Sutiliza da Transição (ensaio escrito ao lado de Célia Coelho Bassalo, J. Arthur Bogéa, João Carlos Pereira e Joaquim Inojosa) – Editora Universidade Federal do Pará (Belém).
- 2009: O Tempo e o Canto (poesia) – Universidade da Amazônia (Belém).

## Poesias e sonetos
Carta a um poeta (poesia) 
"Despoja-te do dorso em chamas
se em tuas mãos a palavra
– moeda de encantamento –
em versos sangra.
Não ocultes o teu rosto
deixa-o duplicado
no espelho da metáfora.
Se – Lua em pedaços –
o agora te destrói
Deus sem braços reinventa o amanhã
pois sonho é armadura
embora armadilha.
E se imensa a solidão
grita a tua fome ao deserto
porque se calas
o silêncio te incendeia
e te consome."
Breve tempo (soneto) 
"Se me queres amar ama-me nesta hora
enquanto fruto dando-te a semente.
Se te apraz me louvar louva-me agora
quando do teu louvor vivo carente.
Aprende a te doar antes que a aurora
mude nas cores cinza do poente.
Se precisas chorar debruça e chora
hoje que o meu regaço é doce e quente.
A vida é breve dança sobre arame.
Sorve teu cálice antes que derrame
ninho vazio que o vento derrubou.
Porque quando eu cair num dia incerto
parado o coração o olhar deserto
nem mesmo eu saberei que já não sou."